# Shelleys frankolijn
Shelley's frankolijn (Scleroptila shelleyi; synoniem: Francolinus shelleyi) is een vogel uit de familie fazantachtigen (Phasianidae). De wetenschappelijke naam van de soort is voor het eerst geldig gepubliceerd in 1890 door Ogilvie-Grant. De vogel is genoemd naar de Britse Afrika-reiziger Sir Edward Shelley (1827-1890) een neef van de Britse ornitholoog George Ernest Shelley.

## Kenmerken
De vogel is 33 tot 35 cm lang. Het is een overwegend kastanjebruin en grijs gevlekte frankolijn met een donkerkleurig"parelsnoer" om de nek en daarbinnen een opvallend witte tot zeer lichtbruine keelvlek. De onderbuik is lichter gekleurd met een onregelmatige patroon van donkerbruine strepen.

## Voorkomen
De soort komt voor in het oosten en zuidoosten van Afrika en telt drie ondersoorten:
- S. s. uluensis: centraal en zuidelijk Kenia en noordelijk Tanzania.
- S. s. macarthuri: Chyulu Hills (zuidoostelijk Kenia).
- S. s. shelleyi: zuidelijk Oeganda en centraal Tanzania tot noordoostelijk Zuid-Afrika.

## Beschermingsstatus
Op de Rode Lijst van de IUCN heeft de soort de status niet bedreigd.